# Варніца (Вранча)
Варніца (рум. Varnița) — село у повіті Вранча в Румунії. Входить до складу комуни Рекоаса.
Село розташоване на відстані 183 км на північ від Бухареста, 35 км на північний захід від Фокшан, 139 км на південь від Ясс, 103 км на північний захід від Галаца, 110 км на схід від Брашова.

## Населення
За даними перепису населення 2002 року у селі проживали 580 осіб, усі — румуни. Усі жителі села рідною мовою назвали румунську.